# Charles Rusch
Charles Johan Christian Rusch, född 16 juni 1865 i Göteborg, död 12 januari 1931 i Göteborg, var en svensk dekorationsmålare.
Han var son till Peter Christian Rusch och Johanna Sofia Amalia Gewalt och gift 1889–1899 med Frida Emalia Nathalia Jacobina Morgensen och från 1900 med Elin Gunhild Heland. Rusch utbildade sig till dekorationsmålare i Sverige, Tyskland och Österrike innan han övertog sin fars målarverkstad i Göteborg. Hans arbeten består huvudsakligen av dekorationsmålningar i offentliga lokaler i Göteborgstrakten. 